# Estrella extraña
Una estrella extraña o estrella de materia extraña es una estrella de quarks hecha de materia extraña, cuyo nombre se debe a estar formada por una fracción sustancial quarks extraños. Forman un subgrupo bajo la categoría de estrellas de quarks.
Las estrellas extrañas son un tipo hipotético de estrellas, aun no confirmado experimentalmente de manera positiva y definitiva como estrella extraña, aunque se conjetura teóricamente que pueden existir estrellas extrañas sin tener en cuenta la suposición de Bodmer-Witten de estabilidad a temperaturas y presiones cercanas a cero, ya que la materia extraña de quarks podría formarse y permanecer estable en el núcleo de las estrellas de neutrones, de la misma manera que podría hacerlo la materia ordinaria de quarks.

## Características

### Cortezas
Las estrellas de materia extraña difieren en varios aspectos sustanciales de las estrellas de neutrones, podría ser entre 10 y 100 veces más densas que las estrellas de neutrones y tendrían una corteza extremadamente delgada, por lo que en gradiente de densidad másica sería mucho más abrupta que en las estrellas de neutrones cuyas densidades van de {\displaystyle 10^{14}} en su centro a menos de {\displaystyle 10^{1}} g/cm{\displaystyle ^{3}} en su superficie de hierro ionizado. Por su parte las estrellas de neutrones tendrían densidades más uniformes comprendidas entre {\displaystyle 10^{15}} y {\displaystyle 10^{17}} g/cm{\displaystyle ^{3}}. Así se conjetura que las estrellas extrañas tendrían una capa de corteza de material de estrella de neutrones. La profundidad de la capa de la corteza dependerá de las condiciones físicas y circunstancias de toda la estrella y de las propiedades de la materia extraña de quarks en general. Las estrellas compuestas parcialmente de materia de quarks (incluida la materia extraña de quarks) también se conocen como estrellas híbridas.
Además se ha propuesto que esta corteza de estrella extraña teórica sea una posible razón detrás de las ráfagas rápidas de radio (FRB). Esto todavía es teórico, pero hay buena evidencia de que el colapso de estas cortezas de estrellas extrañas puede ser un punto de origen de FRB.

### Composición
Los cálculos teóricos sugieren que en las estrellas extrañas habría quarks d, u y s, en proporciones diferentes pero no tan alejadas. Las proporciones se ajustan de tal manera que la estrellas sean eléctricamente neutras, siendo esta la principal restricción para las poblaciones relativas de las tres especies de quarks (una estrella íntegramente formada por quarks extraños tendría una enorme carga eléctrica negativa y no sería estable por esa razón).